# ブルードラゴン
『ブルードラゴン』（BLUE DRAGON）は、ミストウォーカーおよびマイクロソフトが著作権を持つ日本のコンピュータゲームのシリーズ。略称は「BD」および「ブルドラ」。
2006年12月7日に第1作『ブルードラゴン』がXbox 360専用ゲームソフトとしてマイクロソフトから発売された。ジャンルはコンピュータRPG。制作はミストウォーカー、共同開発はアートゥーン。
後に、ニンテンドーDSで続編として『ブルードラゴン プラス』と『ブルードラゴン 異界の巨獣』が発売された他、ゲーム以外にもTVアニメ版や漫画版など様々なシリーズ展開を果たしている。

## 概要
Xbox 360専用ソフトとして第1作『ブルードラゴン』が発売され、ゲームが発売されて間もないころからマンガやTVアニメが次々と製作された。さらに2007年4月21日からはコナミデジタルエンタテインメントからカードゲームなども発売。メディアミックス作品としても展開している。
ただし、これらの作品は「影」と「ブルードラゴン」をテーマにしているという共通点を除き、異なるストーリー展開となっている。

### シリーズ作品
コンピュータゲームとしては以下の作品がリリースされている。全て、発売元とゲームジャンルが異なっている。
ブルードラゴン（第1作）
2006年12月7日発売、機種：Xbox 360、発売元：マイクロソフト、ジャンル：ロールプレイングゲーム
ブルードラゴン プラス
2008年9月4日発売、機種：ニンテンドーDS、発売元：AQインタラクティブ、ジャンル：リアルタイムシミュレーションRPG
ブルードラゴン 異界の巨獣
2009年10月8日発売、機種：ニンテンドーDS、発売元：バンダイナムコゲームス、ジャンル：アクションバトルRPG
その他、TVアニメ版、漫画版、カードゲーム版などがある。
以下、ストーリーやキャラクター設定などは基本的にゲーム版の設定に準拠して解説する。

## ブルードラゴン
『ブルードラゴン』（BLUE DRAGON）は、2006年12月7日にマイクロソフトから発売されたXbox 360用ゲームソフト。Xbox 360の発売前から制作が発表され、豪華なスタッフ陣で話題となる。特に、坂口博信と鳥山明の共作は『クロノ・トリガー』（スクウェア、現：スクウェア・エニックス）以来であり、Xbox 360ユーザーの期待と注目度は大変高いものであった。
2005年末のXbox 360のテレビコマーシャルでは、当時は未完成であったにもかかわらずこの作品が紹介され、坂口博信と鳥山明（口周りのみ）本人も出演した。日本のみならず、北米や欧州などにおいてもXbox 360の戦略タイトルとして期待されていた。2006年12月7日に発売され、発売週の売上は約8万2000本、Xbox 360本体も10倍近い伸びを示すなど伸び悩んでいたハードの牽引に大きく貢献した。この効果もあって2006年末商戦におけるXbox 360は月間10万台以上を販売するなど、盛り上がりを見せた。
一方で、360の普及している北米・欧州ではそれほど大きな伸びは見られなかった。
2007年度日本ゲーム大賞優秀賞受賞作品。2007年11月1日には廉価版「プラチナコレクション」として再発売された。また、2016年11月2日にXbox OneのXbox 360後方互換機能に対応した。

### 同梱パック、特典など
ゲームソフト『ブルードラゴン』発売を記念して、ソフト単体と同日の12月7日、本体「Xbox 360 コア システム」とソフトが同梱された「Xbox 360 コア システム ブルードラゴン プレミアムパック」が発売された。ソフトと本体に加え、数量限定の初回限定版には特典として「鳥山明描き下ろしオリジナルフェイスプレート」と「オリジナルミニフィギア5体」がつき、さらにセブンイレブンで予約した場合はオリジナル予約特典として「飛行艇（メカット）オリジナル化粧箱」が付属していた。このほか、ソフト単体で購入する場合の予約特典として「オリジナルマウスパッド」と「フェイスプレート カスタマイズシール セット」があった。

### ダウンロードコンテンツ
Xbox Live マーケットプレースから、本作に対する追加ダウンロードコンテンツが配信されている。「シャッフルダンジョン」を除いて、ダウンロードは全て無料となっている。
1. 2007おとしだま・メカット強化パーツ（2007年1月配信）
  - 「メカット」の能力を強化するパーツ。
2. 強くてニューゲーム（2007年2月配信）
  - タイトル画面に「new plus」の項目が増え、既存のセーブデータを選んで最初から冒険することができる。
  - さらに、「new」か「new plus」を選んだ場合は難易度セレクトが追加され、通常通りの「normal」か、敵が強くなる「hard」、「super (lv50+)」から選択することになる。
3. おたから 6（2007年3月配信）
  - レアアイテム6個セットがセーブデータに追加される。
4. シャッフルダンジョン（2007年4月配信）
  - 300マイクロソフトポイントの有料コンテンツ。自動生成の追加ダンジョンをプレイ可能。

### 主なスタッフ
- 総指揮・プロデューサー・シナリオ・ゲームデザイン：坂口博信
- キャラクターデザイン：鳥山明
- デザインチーフ：楠木学
- 音楽：植松伸夫
  - 挿入歌「Eternity」：植松伸夫 with イアン・ギラン - ボス戦BGMとして使用されている。

### ゲームシステム
シンボルエンカウントバトル。独自の特徴として敵のシンボルは常時徘徊ではなく、近づくとポップして出現する。バトルはコマンド式で、『ファイナルファンタジーX』（同）のカウントタイムバトルに近い戦闘方式を採用している。パーティー全員が戦闘不能や石化になるとゲームオーバー。

#### カテゴリーとスキル
本作のキャラクターは、幻獣のような姿の「かげ（影）」を操る。影は戦闘を重ねるごとに成長していく。
影の成長システムは『ファイナルファンタジーV』（同）に近く、同作のジョブシステムに良く似た、数種類の「カテゴリー」という概念が存在する。カテゴリーはソード、アーマー、モンク、アサシン、ブラック、ホワイト、バリア、パワー、コンビネーションの9種類。それぞれのカテゴリーによって、その時点の能力値に修正が加わる。また、カテゴリーのレベルを成長させることでさらに強くなっていき、『FFV』のアビリティにあたる「スキル」を習得していく。
なお、あるイベントを経過した後は、影が実体化して攻撃を行う「リアル」という能力も使用可能になる。

#### エンカウントサークル
通常、敵はシンボルとして姿が見えており、体当たりするかXボタンで「アタック」を行うと戦闘に入ることができる。この場合、敵の死角となる後ろ側から戦闘に入ると有利な状況に持ち込める。
上記の方法以外で戦闘に入る方法として、フィールド上でRT（右トリガー）を引くと、キャラクターの周囲に「エンカウントサークル」（円）が広がる。このサークル内に複数の敵を囲めば、範囲内の好きな敵を複数選んで、またはまとめて全部と戦うことができる。
複数の敵シンボルを囲んでバトルに突入した場合、最初の敵パーティーを倒した直後に、次の敵パーティーと連戦でバトルが行われる。この際、バトルとバトルの間に「トランスボーナス」が発生し、攻撃力アップ、防御力アップなどの複数の効果からひとつがルーレットで決定される。
また、特定の組み合わせの敵を同じサークルで囲んで戦闘に突入すると「モンスターファイト」が発生する。この場合、該当する敵パーティーが例外的に同時出現し、それぞれのモンスターの種類によって同士討ちや相殺弱体化など有利な効果が現れる。
エンカウントサークルを開いている最中は「フィールドスキル」をLボタンとRボタンに装備でき、装備したスキルをフィールド上で発動できるようになる。例えば、「シビレダマ」を投げると敵シンボルが一定時間しびれて動けなくなり、「バリバリア」は一度倒した敵シンボルを、MPを消費してフィールド上での体当たりだけで倒せるようになる。

#### その他のシステム
ナッシング
本作は、マップ上の多くの場所を調べることが可能になっており、アイテムやお金、能力値アップなどの特典を得られる。ただし、多くの場所は調べても「ナッシング (NOTHING)」と表示され何も無いが、このナッシングを集めていくことで、後にナッシングおじさんからその回数に応じて特定のアイテムをもらえるという、ドラゴンクエストシリーズの小さなメダルのような立場として存在している。ナッシングは世界に2000近く存在している。

### ストーリー
魔法と機械によって栄えた古代文明が滅んでから幾星霜、古代文明が何故滅んだのかも忘れ去られた時代。世界の片隅にあるタタの村では10年前から年に1度、紫の雲とともに地鮫（じざめ）という巨大な怪物が現れ、村を破壊し尽くしていた。そして今年も地鮫が到来し、村の住人たちは高台へ避難する。壊されていく家々を呆然と見つめることしかできない村人たち。そんな折、村の老人フーシラは孫のシュウがいないことに気付き探し回るが、目下に信じられない光景を目にする。
シュウ、そして彼の親友であるジーロとクルックも、未だ村の広場にいた。避難所から声を掛ける大人たちの静止も聞かず、彼らだけで村を守ろうと地鮫に立ち向かう。3人は作戦通り地鮫を罠に掛け、その動きを止めることに成功した、かに見えたが、罠を破り再び動き出した地鮫に引きずられ、そのまま陥没した地面の中へ引き込まれてしまう。
気が付くと、そこは村の決まりで入ることが禁じられていた洞窟の中だった。脱出手段を探すシュウたちは、先ほどの地鮫が謎の機械に変貌するのを目の当たりにする。突然足元から地鮫が空高く浮き上がり、3人は地鮫にしがみついたまま、はるか上空に浮かぶ巨大要塞の中へ導かれてしまう。その要塞・メカットの内部で、彼らは謎の老人ネネと出会い、彼こそが地鮫をけしかけ村を襲った張本人だという事実を聞かされる。シュウたちは怒りネネに立ち向かうが、その強大な「影」の魔法の力の前になすすべもなく敗れ、投げ捨てられてしまう。
要塞から投げ出され、そのまま空中を落下していく3人。しかし、シュウが絶対負けないと意志を込めて叫ぶと、なぜか体が空高く浮き上がり、彼らはそのまま再び要塞の部屋のひとつへ突入した。不可思議な現象に戸惑うシュウたちの目の前に、空中に漂う3つの光の球が現れ、突如3人の頭の中に「その球を飲むのだ」と謎の女性の声が語りかける。突然現れたその声に彼らは疑いを抱き、それを拒んだが、その3人の目前にネネの追っ手が迫る。大量のロボットに追い詰められたシュウたちは、もうどうにでもなれと、ついに光の球を飲んだ。
球を飲んだ直後、苦しむ3人。その影が巨大な怪物、ドラゴン、ミノタウロス、フェニックスに姿を変える。困惑するシュウたちの前に追っ手のロボットが襲い来るが、発現した影の魔法の力によりいともたやすく撃退できてしまった。なんとか小型メカットで脱出したシュウたちは、目覚めた新たな能力に驚き戸惑いつつも、この「影」の力でネネの野望を止めることを決意する。

### 登場人物

#### 主役
シュウ (Shu)
声 - 井上麻里奈
影 - ドラゴン
本作の主人公。16歳。数年前に両親を流行病で亡くし、今は祖父のフーシラと暮らしている。
何事もあきらめない性格の少年。極度の負けず嫌い。このため、あるイベントまで「にげる」コマンドが使用できない。
ジーロ (Jiro)
声 - 宮田幸季
影 - ミノタウロス
17歳。シュウより1つ年上の同級生。黒髪の少年。頭が良く慎重派だが、少しズレている。両親は健在。クルックに思いを寄せている。
なお、他のキャラクターと比較すると、ジーロの設定はアニメ版とは大幅な相違点がある。
クルック (Kluke)
声 - 川澄綾子
影 - フェニックス
16歳。シュウの幼馴染であり、少し大人びた性格の少女。
タタの村を襲う災厄によって両親を1年前に亡くし、独りで暮らしている。両親のような医者になる夢を持っている。
マルマロ (Marumaro)
声 - 小桜エツ子
影 - サーベルタイガー
14歳。デビー族の少年。語尾に「マロ」を付ける。最初はシュウたちと対峙するが、後に仲間になる。
声が大きく、恐れ知らずで無邪気な性格。感情を踊りで表現する。ラーゴの村に兄弟がたくさんいる。
ゾラ (Zola)
声 - 桑島法子
影 - キラーバット
20歳。謎多きクールな女剣士。元傭兵のジブラルの剣聖師団長。ある事件がきっかけでシュウたちと出会い、旅に同行することになる。
デストロイとの最終決戦前に自分がネネの手先だと知り、シュウと戦う事になってしまうが、シュウたちの説得により、デストロイと戦う事を決意する。

#### 悪役
ネネ (Nene)
声 - 若本規夫
影 - キメラ
紫の雲に覆われた巨大メカットに住んでいる、年齢不詳の老人。古代の機械や、シュウ達よりも強力な影を操ることができる。人間を苦しめるのが大好き。
実は古代文明人の生き残り。
続編で復活するが、同じ古代人の生き残りであるヒミコのやさしさを思い出しシュウ達と一緒に闘う。
デスロイ (Deathroy)
声 - うえだゆうじ
ネネのペット。年齢や性別は不明。ネネの口調をよく真似る。
実は古代文明を滅ぼした生物兵器「デストロイ」。
続編では2〜3体のデストロイが同時に襲いかかってくる。
メカ将軍ザボ (Mecha General Szabo)
声 - 玄田哲章
ネネに忠誠を誓うロボ。

#### ザボ配下のメカ四天王
沈黙のクウ (Silent Ku)
声 - 風間秀郎
ザボの部下。
波乱のマイ (Turbulent Mai)
声 - 朝倉栄介
ザボの部下。
熱波のサイ (Heat-wave Sai)
声 - 近藤広務
ザボの部下。
怒涛のケス (Raging Kes)
声 - 大須賀純
ザボの部下。

#### その他の人物
フーシラ (Fushira)
声 - 緒方賢一
シュウの祖父。タタの村で鍛冶職人として働いている。
続編では影を持ちシュウ達を驚かせた。
トリッポ (Torippo)
声 - 鳥山明（『異界の巨獣』では櫻庭裕士）
自称、偉大なる冒険家。『Dr.スランプ』に登場する鳥山明（ロボ型）の姿をしている。集めたメダルを貴重品と交換してくれる。
ジブラル王 (King Gibral)
声 - 浪川大輔
ジブラル王国を治める若き王。
フーシラと同じように続編で影を得た。
スラスラ (Sura-Sura)
声 - 沢口千恵
離れ離れになった恋人を想い、鐘を鳴らし続けるラーゴ族の女性。
ジーララ (Jeelala)
声 - 山野井仁
ゴーゴ族が住むアルマル村の村長。
グルグル (Guru-Guru)
声 - 武藤正史
ジブラルの宝玉を奪った罪で追放の森の洞窟に閉じ込められている。
ヤサット (Yasatt)
声 - 後藤敦
御主人様を待ち続ける非戦闘用ロボ。やさしい。
続編『ブルードラゴンプラス』ではマルマロとゾラと再会し仲間になる。
ヒネット (Hinnett)
声 - 青山穣
御主人様を待ち続ける非戦闘用ロボ。ひねくれている。
サーリア (Saria)
声 - 小野涼子
イートイートの生贄寸前になっている少女。

## ブルードラゴン プラス
『ブルードラゴン プラス』（BLUE DRAGON PLUS）は、2008年9月4日にAQインタラクティブから発売されたニンテンドーDS用ソフト。シリーズ第2作にあたる。前作からゲームジャンルが大きく変更されリアルタイムシミュレーションRPGとなった。坂口博信プロデュースのもとミストウォーカー・フィールプラス・ブラウニーブラウンが開発を行った。欧米でも2009年に『Blue Dragon Plus』のタイトルでイグニッション・エンターテイメントより発売された。
前作であるXbox 360版のストーリーから1年後の設定で、直接の続編（ただし、ゲーム内でキャラクターやあらすじの簡単な紹介はなされる）。前作では一部のキャラクターのみ出せた「かげ」を、本作は他のキャラクター達も出せるようになる。

## ブルードラゴン 異界の巨獣
『ブルードラゴン 異界の巨獣』（ブルードラゴン いかいのきょじゅう）は、2009年10月8日にバンダイナムコゲームスから発売されたニンテンドーDS用ゲームソフト。シリーズ第3作にあたる。ゲームジャンルはアクションバトルRPGとなり、戦闘方式がアクションRPG形式になっている。開発はミストウォーカー・トライクレッシェンドが担当。欧米でも2010年に『Blue Dragon: Awakened Shadow』のタイトルでディースリー・パブリッシャーより発売された。
Xbox 360版での戦いから2年後（プラスからは1年後）の設定だが、ストーリー的には独立した話となっている。主人公は前作までのシュウではなく、自分でカスタマイズして作るオリジナルキャラクター(アバター)となっており、前作までのキャラクターが仲間になる。ストーリーは、前作の戦いで世界の人々の誰もが「かげ」を使いこなせるようになっていたが、本作の冒頭で突如力を奪われ、前作のキャラクター達も含め影を使えなくなる中、主人公のみが影を使える、というもの。後に主人公が影の力を他のキャラクターに分け与えるため、前作まではキャラクターごとに固定されていた影を付け替えできるようになった。
ニンテンドーWi-Fiコネクションに対応しており、最大3人までパーティーを組んでの協力マルチプレイが行える。

### 登場人物
主人公（デフォルト名なし）
ニンテンドーDS版『異界の巨獣』の主人公。とある古代の遺跡で冷凍睡眠から目覚めた謎の人物。記憶を失っている。設定上、影は自由に付け替えできる。
ゲーム開始時に性別や外見をカスタマイズして自分で決める、プレイヤーの分身となるキャラクター。声は男女各4種類選択できる。
声 - 男の子1：浅沼晋太郎、男の子2：平川大輔、男の子3：千葉進歩、男の子4：代永翼、女の子1：喜多村英梨、女の子2：井口裕香、女の子3：花澤香菜、女の子4：河原木志穂

## TVアニメ
2007年4月放送開始。ゲーム版を原作としたテレビアニメ作品。2008年4月からは新シリーズ『BLUE DRAGON 天界の七竜』を2009年3月まで放送していた。
舞台と登場人物はゲーム版と一部共通しているものの、ストーリーや設定、声優は大きく異なっており、ゲーム版のストーリーとは全く繋がらないパラレルワールド的な関係の作品となっている。相違点の例として、シュウとクルックの年齢設定はゲーム版では16歳だがアニメ版では10歳、ジーロはゲーム版ではシュウ達の村の黒髪の少年だったがアニメ版ではゾラの仲間で銀髪の少年、ジブラル王が全く別の人物になっている、「影」の能力の設定が大きく異なる、などが挙げられる。

## 漫画
BLUE DRAGON ラルΩグラド
原作は鷹野常雄、漫画は小畑健。ゲーム版とは全く異なる独自の世界の物語となっている。詳細は個別項目を参照。
- 1巻 ISBN 978-4-08-874376-9、2007年4月4日発売
- 2巻 ISBN 978-4-08-874388-2、2007年7月4日発売
- 3巻 ISBN 978-4-08-874416-2、2007年9月4日発売
- 4巻 ISBN 978-4-08-874437-7、2007年11月2日発売

BLUE DRAGON ST（ブルードラゴン シークレットトリック）
2006年12月4日から2007年6月6日まで『月刊少年ジャンプ』にて連載されていた。漫画は柴田亜美。Xbox 360版から4年後という設定であり、ゲーム版のキャラクターも登場する。ギャグが主。
掲載誌が休刊の際に連載が終了し、後に単行本化されている。
- ISBN 978-4-08-874451-3、2007年9月4日発売 - 『自由人HERO』の短編も同時収録されている。

BLUE DRAGON 天界の七竜～空中都市の闘い～空中都市の伝説
『Vジャンプ』2008年7月号から2009年6月号に連載。原作はアニメのシリーズ構成の大和屋暁、漫画は作画監督の大竹紀子。
アニメ『天界の七竜』での時系列は第22話と第23話の間に当たる物語。
後に単行本化されている。
- ISBN 978-4-08-874696-8、2009年6月4日発売

## カードゲーム
2007年4月21日より、コナミデジタルエンタテインメントからトレーディングカードゲーム『ブルードラゴン ロールプレイングカードゲーム』（BLUE DRAGON ROLE PLAYING CARD GAME、略称：BD RPCG）のブースターパックVol.1とVol.2が同時発売、その後もシリーズが続々発売されている。鳥山明作品では初めてバンダイ以外から発売のカードゲーム商品となった。タイトルの「ロールプレイングカードゲーム」という名の通り、「TCGと、戦うほどに強くなっていくRPGの要素を組み合わせた」と謳っており、プレイ中に使ったカードをEXP（経験値）として「EXP置き場」に溜め、場にEXPが溜まると「影カード」がレベルアップして強力な攻撃を行えるといったシステムを採用している。

## その他
- 2006年10月より2006年12月まで、植松伸夫がパーソナリティをつとめる『BLUE DRAGON presents 三日月の散歩』というラジオ番組がTOKYO FMで放送されていた。エフエム大阪、エフエム愛知でもネットされていた。
- 2006年11月28日より、バンダイから食玩『BLUE DRAGON キャラクターズ』発売。
- 2007年11月15日から2008年1月15日までの期間限定で、Xbox 360のXbox LiveマーケットプレースにてTVアニメ『BLUE DRAGON』の第1話および第2話が無料配信されていた。
- モンスターキャラである「ケロロン」は、同じくミストウォーカー開発のRPG『ロストオデッセイ』でもエネミー（モンスター）キャラとして登場する。また同ゲームには「ブルードラゴン」という名前のボスクラスのエネミーキャラも登場する。